# Museo de Dubái

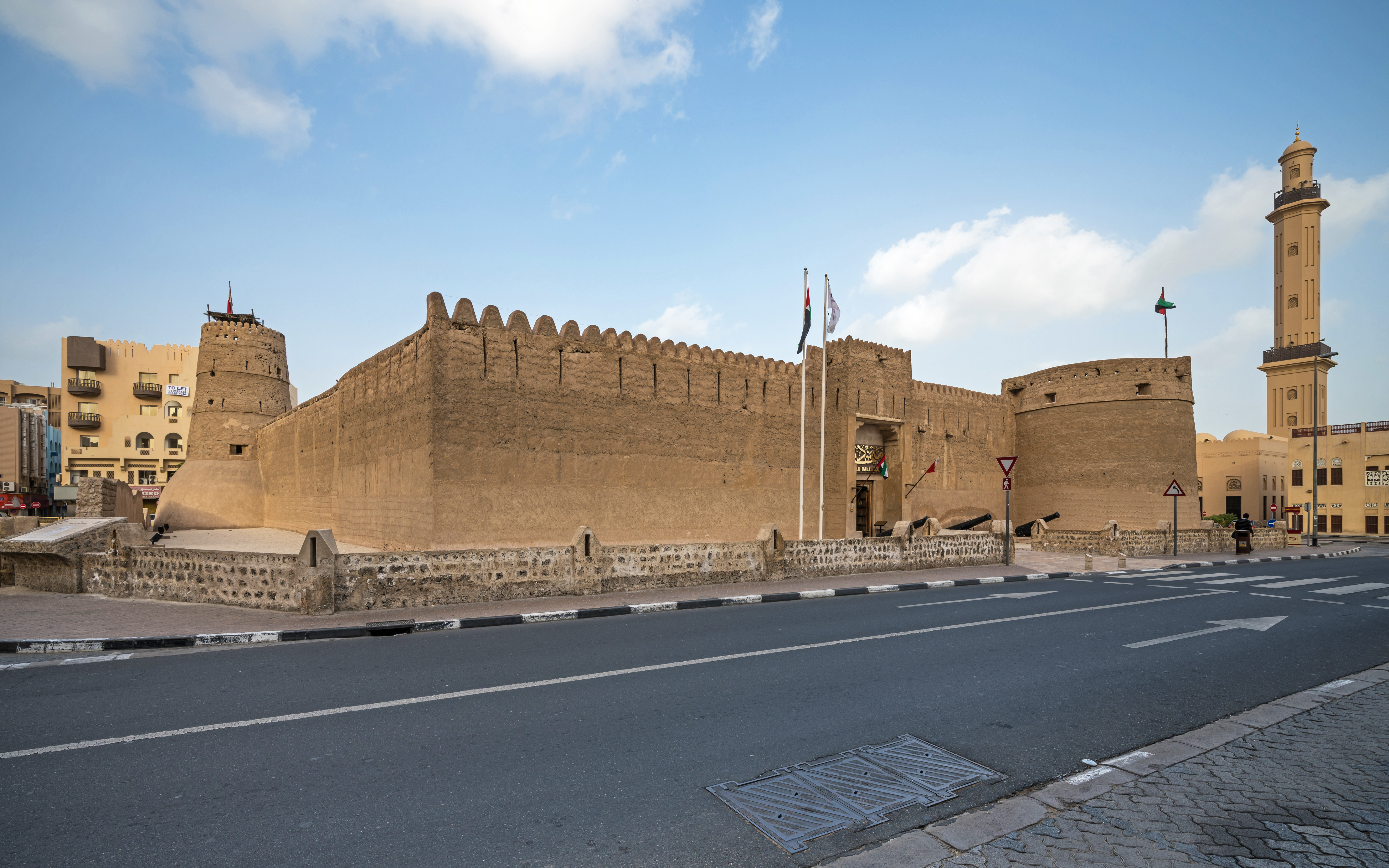
Fuerte de Al Fahidi.

Dubai Museum (en árabe: متحف دبي) es el principal museo de la ciudad de Dubái en los Emiratos Árabes Unidos. Está ubicado en el fuerte Al Fahidi, construido en 1787 y considerado el edificio más antiguo de la ciudad.
El museo fue abierto por el gobernante de Dubái el 12 de mayo de 1971, con el objeto de presentar la forma de vida tradicional en la ciudad. Incluye antigüedades locales y objetos de diferentes países de África y Asia que comerciaba con Dubái.
Se dedica a la arqueología y la historia de Dubái.